# Słowików (Pastewnik)
Słowików – nieoficjalny przysiółek wsi Pastewnik w Polsce położony w województwie dolnośląskim, w powiecie kamiennogórskim, w gminie Marciszów.
Miejscowość położona jest w Górach Kaczawskich w Sudetach Zachodnich nieopodal szczytu Poręby. Przez wieś przepływa Bytomski Potok.
W latach 1975–1998 miejscowość położona była w województwie jeleniogórskim.

## Szlaki turystyczne
- zielony – Szlak Zamków Piastowskich prowadzący od ruin zamku Grodziec do zamku Grodno, przez ważniejsze średniowieczna budowle obronne w Sudetach.
- czerwony – Szlakiem Zamków prowadzący z Bolkowa do Bolkowa przez wsie: Wolbromek, Kłaczyna, Świny, Gorzanowice, Jastrowiec, Lipa, Muchówek, Radzimowice, Mysłów, Płonina, Pastewnik Górny, Wierzchosławice.
- żółty - Szlakiem Zamków prowadzący z Bolkowa do Bolkowa przez wsie: Wierzchosławice, Stare Rochowice, Płonina, Pastewnik Górny, Wierzchosławice.